# 시아우섬안경원숭이
시아우섬안경원숭이(Tarsius tumpara)는 인도네시아의 작은 화산섬 시아우섬에서 발견되는 안경원숭이의 일종이다. 시아우섬안경원숭이는 안경원숭이과에 속하는 14종 7아종 중 하나이다. 안경원숭이는 "마른 코를 가진" 영장류로 알려져 있는 직비원아목에 포함된다. 안경원숭이의 눈은 눈구멍에서 움직이지 않을 정도로 크고, 눈의 크기는 뇌만큼이나 크다. 현지 상기르어의 시아우 방언에서는 안경원숭이를 툼파라(Tumpara)라고 부른다. 이 이름은 안경원숭이를 셍가시(Senggasi) 또는 히고(Higo)라고 부르는 상기헤 방언과는 다르며, 상기헤 안경원숭이에게는 이러한 이름이 사용된다.

## 특징

### 해부학 및 외형
텀파라안경원숭이의 주요 특징은 흰색 배털을 가지고 있으며, 상이헤안경원숭이의 특징적인 황금색 등털이 없고, 다른 친척들에 비해 두개골이 크다는 것이다. 텀파라안경원숭이를 상이헤안경원숭이와 디안안경원숭이 같은 다른 안경원숭이 종과 구별하는 또 다른 방법은 성별에 따라 나타나는 독특한 이중음이다. 시아우섬안경원숭이는 몸길이가 약 10~15cm인 매우 작은 종이다. 긴 꼬리는 전체 길이를 20cm 더 늘릴 수 있다. 무게는 100~150g으로, 빽빽한 덩굴이나 나뭇가지에 뛰어올라도 매우 조용하다.

#### 눈
샤우섬안경원숭이는 움직이지 않는 매우 큰 눈과 금색과 갈색의 색조가 섞인 매우 큰 홍채를 가지고 있다. 눈의 크기는 야행성 시력에 도움이 된다. 중심와를 가지고 있어 사물을 더욱 선명하게 볼 수 있다. 하지만 포유류에서 흔히 볼 수 있는 휘판은 없다.

#### 민첩성
시아우섬안경원숭이는 수목성 동물로, 대부분의 시간을 나무 위에서 보내기 때문에 매우 민첩하고 뛰어오르기와 오르기에 뛰어나다. 최대 3m 높이까지 점프할 수 있고, 목이 180도 회전하며, 청력이 뛰어나다. 또한 길고 가느다란 손가락을 가지고 있어 먹이를 잡을 때처럼 물건을 잡는 데 도움이 된다. 시아우섬안경원숭이의 주요 사냥 방법은 나뭇가지에 조용히 앉아 먹이가 나타나 공격하기를 기다리는 것이다.

#### 번식
시아우섬안경원숭이는 2살에 성적으로 성숙할 수 있으며, 이는 새끼를 낳고 임신할 수 있다는 것을 의미한다. 임신 기간은 약 6개월이며, 어미는 새끼를 한 마리만 낳는다.

#### 먹이
시아우섬안경원숭이는 개구리와 도마뱀, 작은 새와 같은 작은 동물을 잡아먹는 육식성 종이지만, 주로 거미와 같은 곤충을 먹는다. 시아우섬안경원숭이는 매우 넓은 입, 강한 턱, 날카로운 이빨을 가지고 있어 작은 동물을 잡아먹는 데 도움이 된다.

## 분포
안경원숭이는 동남아시아에서 발견되지만 시아우섬안경원숭이는 인도네시아의 시아우섬에서만 서식한다. 시아우섬안경원숭이는 GIS와 지리적 프로파일링을 사용하여 지리적으로 위치를 찾았으며 125km2의 좁은 범위에 서식하는 것으로 나타났고, 약 19.4km2의 더욱 작은 서식 범위가 있다. 시아우섬안경원숭이는 약 1,358~12,470마리의 개체수를 가지고 있으며 직면한 많은 위협으로 인해 감소하고 있다.

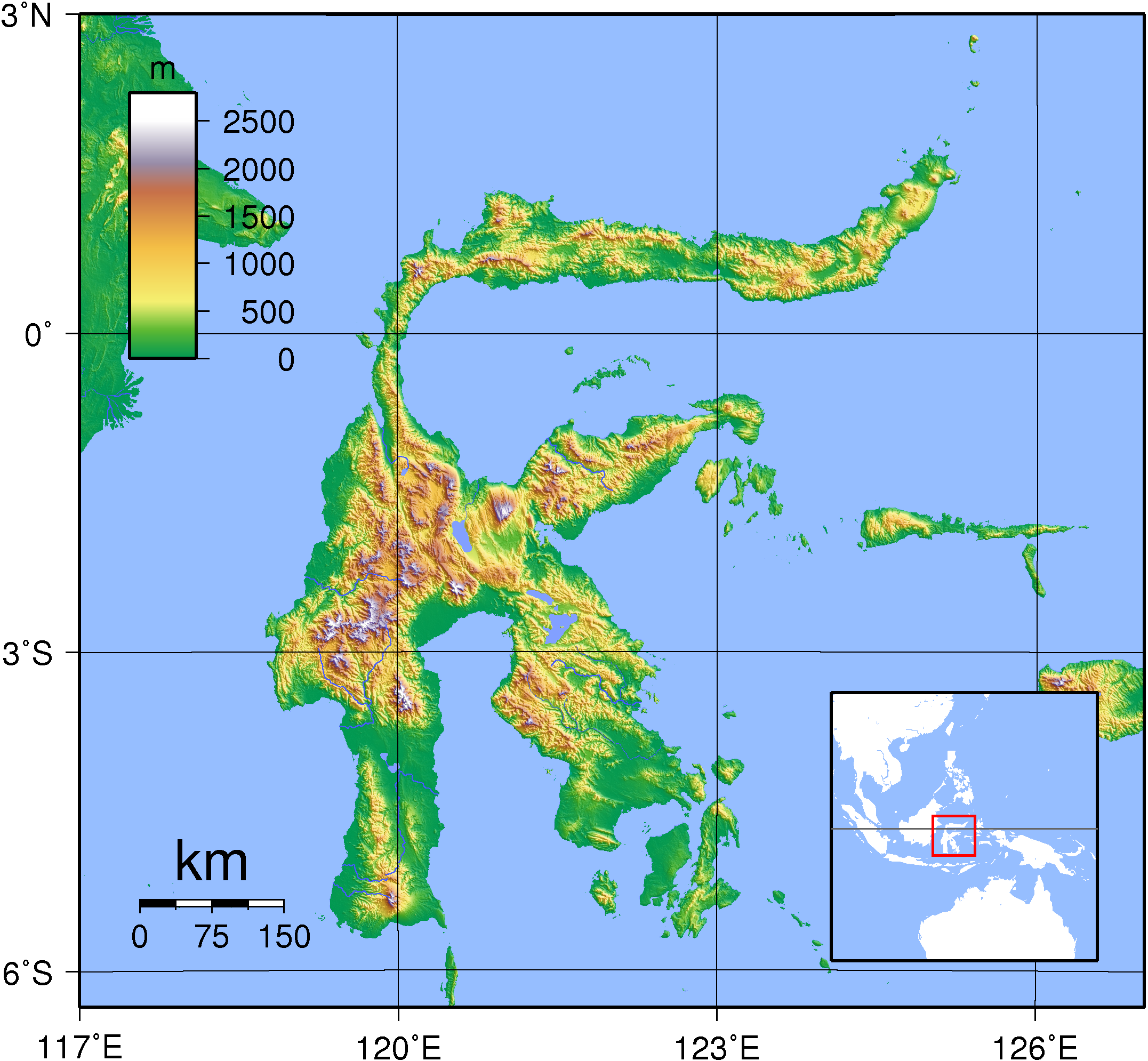
술라웨시섬 지도

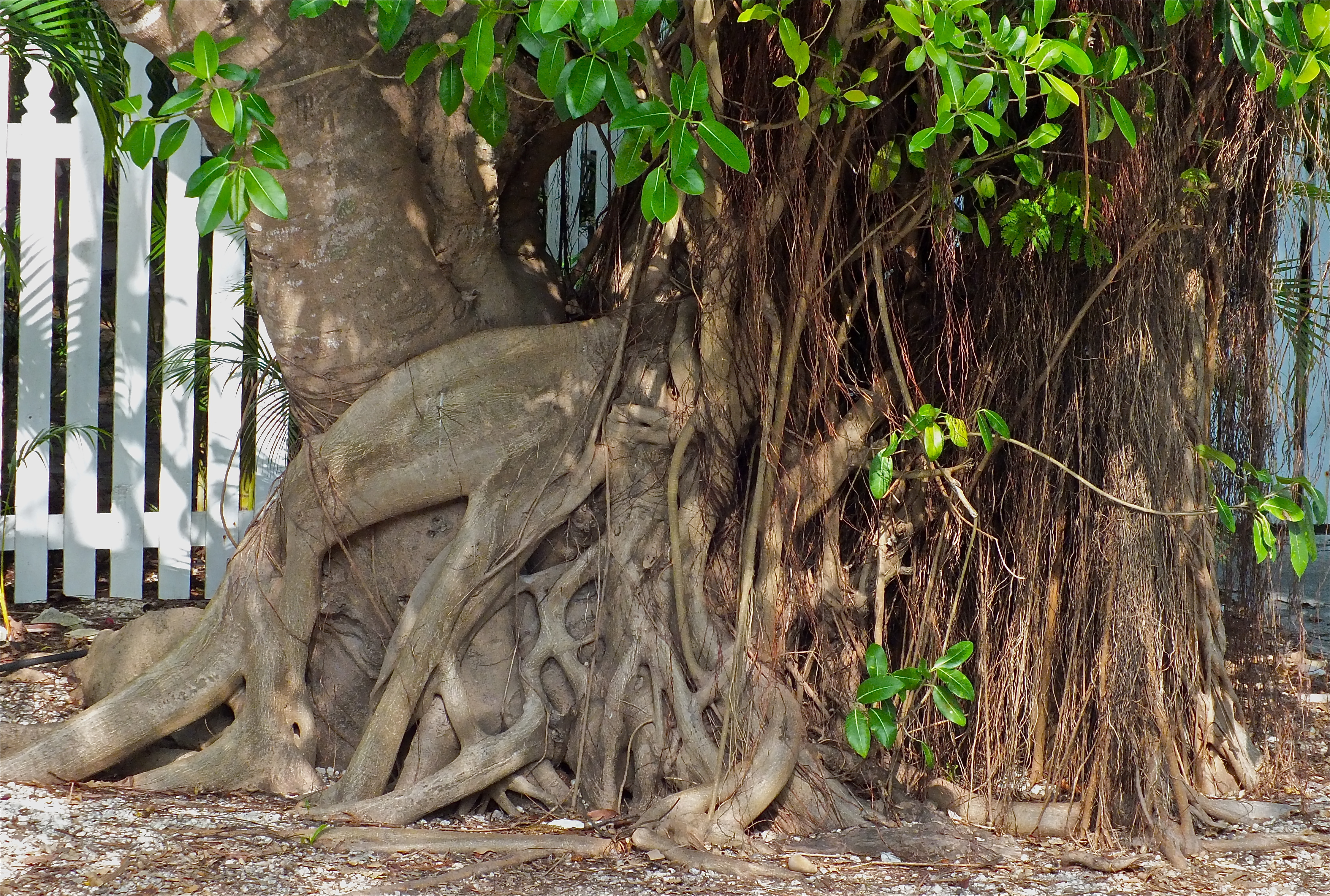
안경원숭이 서식지인 무화과나무

### 서식지
안경원숭이는 야행성 동물로, 낮에는 나무 구멍에서 잠을 자는 모습을 볼 수 있는데, 특히 무화과나무 구멍에서 잠을 자는 모습을 볼 수 있다. 숲에 따라 차이가 있지만, 일반적으로 나무 구멍에서 잠을 잔다. 보통 오전 5시에서 6시 사이에 나무에 들어가 잠을 잔다. 각 무리의 구성원들은 포식자의 공격을 피하기 위해 각자 자기 나무에서 잠을 잔다.

## 분류
술라웨시섬의 혼합 생물지리학적 가설에 따라, 시아우섬안경원숭이는 별개의 분류군으로 존재할 것으로 예측했다.  이 가설의 근거는 술라웨시 섬 북단과 북쪽으로 약 200km 떨어진 상기헤 섬의 안경원숭이(상이헤안경원숭이) 개체군 사이에 지리적 단절이 존재한다는 것이다. 그 사이에는 매우 깊은 바다와 비아로, 타굴란당/루앙, 시아우의 세 섬 군집이 있다. 상이헤섬과 마찬가지로, 이 세 섬 군집은 모두 상이헤 섬 화산호의 일부이다. 갈라파고스와 하와이 제도처럼 화산호는 해저에서 분출하는 섬들을 특징으로 한다. 이러한 환경에서 섬들은 독립적으로 형성되고, 독립적으로 군집을 이루며, 지리적으로 고립된 상태를 유지한다. 이러한 특징 때문에 고유종이 매우 많다. 상이헤 화산호에서 가장 멀리 떨어진 섬군(즉, 상이헤 섬)에 안경원숭이가 서식한다는 사실은 섬의 다른 섬들에도 안경원숭이가 서식하는지에 대한 호기심을 불러일으켰다. 위에서 언급한 세 섬 군집은 모두 2004년과 2005년에 안경원숭이의 존재 여부를 조사했지만, 안경원숭이는 시아우섬에서만 관찰되었다.

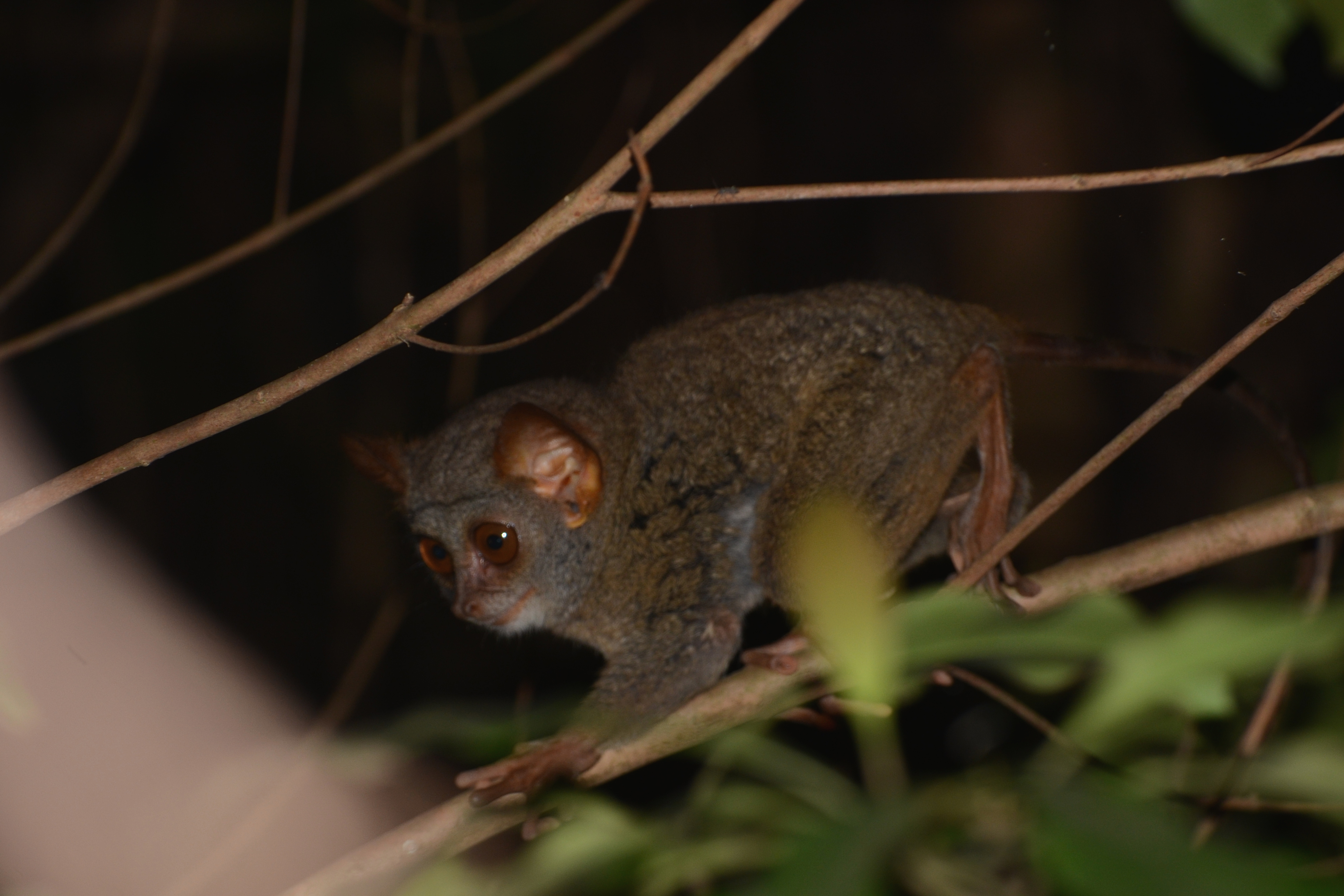
나무 위의 시아우섬안경원숭이

또한 상이헤안경원숭이에 대한 최초 설명에는 드레스덴 박물관에 소장된 시아우섬 표본에 대한 언급이 포함되어 있다는 점이 더욱 자세히 설명되었다. 따라서 시아우섬안경원숭이가 상이헤안경원숭이와 분류학적으로 분리 가능한지 확인하기 위해 추가 조사가 필요하다는 주장이 제기되었다.

## 보전
상기헤섬은 심각한 멸종 위기에 처한 조류상으로 유명하며, 시아우섬안경원숭이의 공식적인 설명이 나오기 전부터 시아우섬안경원숭이의 보전 상태에 대한 우려가 커졌다. 시아우섬안경원숭이는 IUCN 종 생존 위원회와 영장류 전문가 그룹에 의해 "세계에서 멸종 위험이 가장 높은 25종의 영장류" 목록에 선정되었다. 시아우섬안경원숭이 종이 심각한 멸종 위기에 처한 이유 중 하나는 식용과 전통 약재, 애완동물 거래에서 애완동물로 판매되기 위해 사냥되기 때문이다. 보호구역으로 지정되지 않아 서식지가 심각하게 위협받고 있으며, 따라서 보존 조치가 시행되지 않을 경우 서식지가 심각하게 손실될 수 있다. 시아우족의 인구(제곱미터당 311명)가 많아 서식지가 점차 사라지면서 영장류 공동체는 좁은 지역 내에서만 살아갈 수 있다. 섬의 화산 활동과 같은 다른 위협도 있지만, 이러한 위협은 대부분 서로 연결되어 있으며 툼파라 안경원숭이 멸종 위기에 중요한 역할을 한다. 시아우섬안경원숭이는 지난 25년 동안 25% 이상 감소하는 등 빠르게 감소하고 있다.

### 포식자
시아우섬안경원숭이의 주요 포식자는 사람과 수목성 뱀, 도마뱀, 맹금류, 야생 고양이이다. 그러나 시아우섬안경원숭이의 신비로운 행동 때문에 포식자가 잡기가 어렵다.